# Ga Sinjeongnegeori
Ga Sinjeongnegeori là ga trên chi nhánh Sinjeong của Tàu điện ngầm Seoul tuyến 2. Tên nhà ga có nghĩa là "ngã tư ở Sinjeong-dong."

## Bố trí ga
| Văn phòng Yangcheon-gu ↑ |
| \| E/B                   |
| ↓ Kkachisan              |

| Hướng Đông | ●Tuyến nhánh Sinjeong | ← Hướng đi Sindorim    |
| Hướng Tây  | ●Tuyến nhánh Sinjeong | → Hướng đi Kkachisan → |